# Cabo Villano

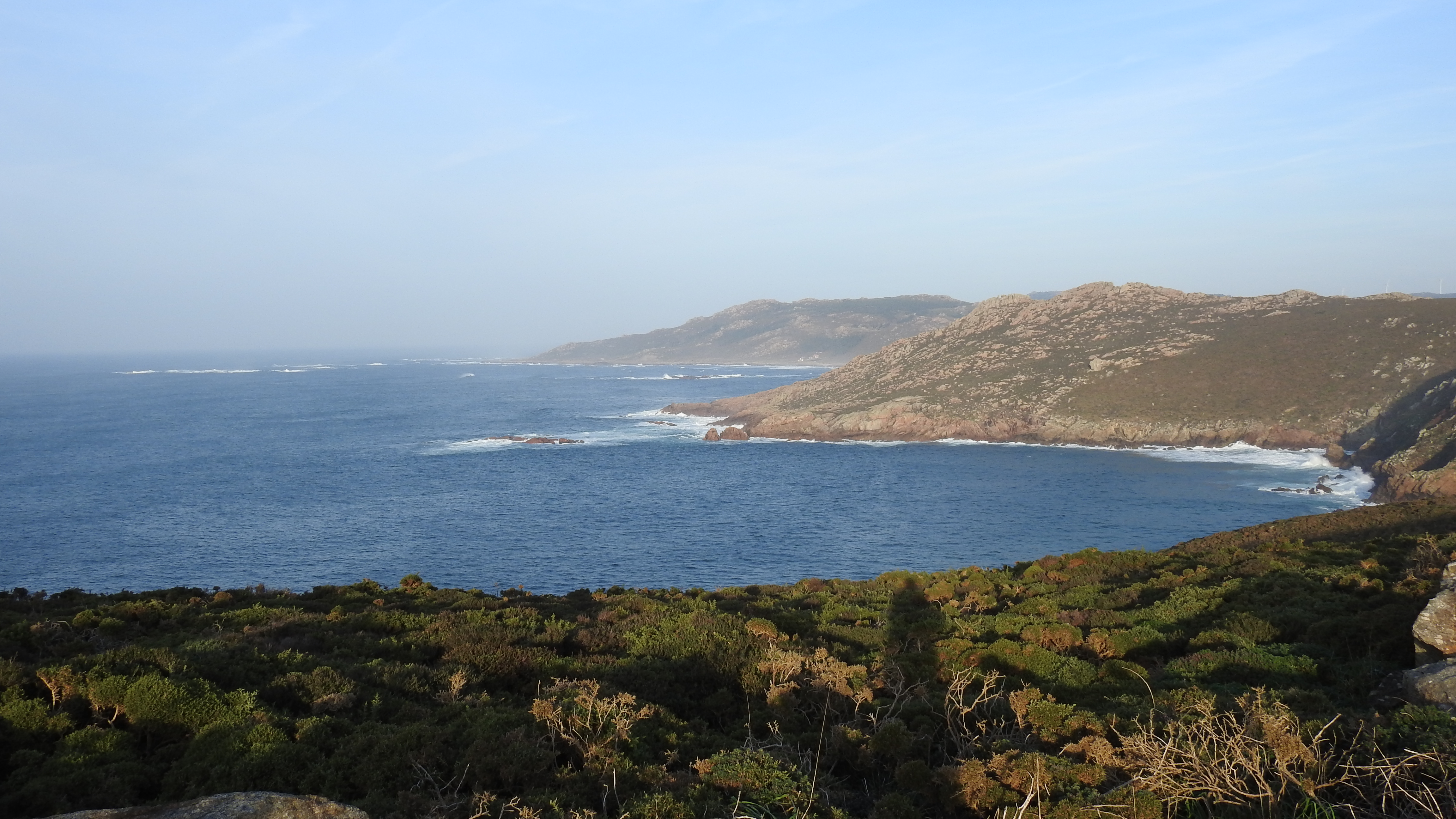
Ensenada de Arbeliña

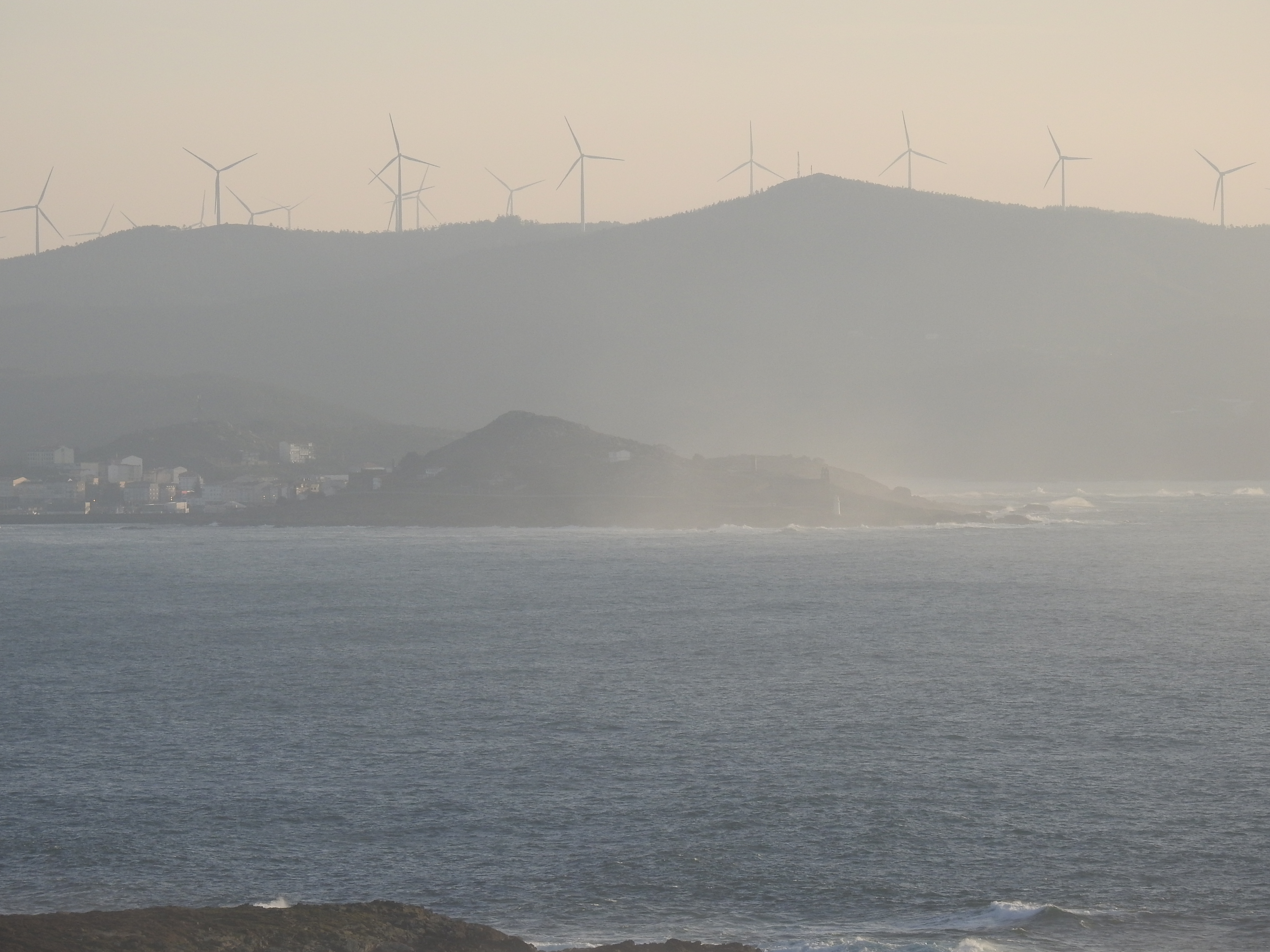
Mugía desde el cabo Villano

El cabo Villano es un accidente geográfico de la costa de la Muerte. Se sitúa en el municipio de Camariñas, en la provincia de La Coruña (Galicia, España). El enclave fue declarado de interés nacional en el año 1933 por ser un lugar rocoso y escarpado y hoy en día es monumento natural. En gallego es conocido como cabo Vilán.

## Faro
El Faro de cabo Villano señala uno de los tramos más peligrosos de la Costa de la Muerte, pero también de los más hermosos. Erguido a 125 m de altitud y unido al antiguo edificio de los fareros, dispone de un potente cañón de luz visible hasta 55 km de distancia. Es el faro eléctrico más antiguo de España y se encendió por vez primera el 15 de enero de 1896.
En 1890, el navío inglés Serpent, que navegaba hacia Sierra Leona, se hundió cerca de aquí a causa de un temporal. Perecieron 172 hombres, que están enterrados en el Cementerio de los Ingleses, a poca distancia del faro.

## Naturaleza
Por el cabo se pueden ver aves diversas como los cormoranes, los araos, las pardelas, los alcatraces, alcas... Muchos de ellos habitan en el islote conocido como Villano de Afuera (Vilán de Fóra), situado a pocos metros mar adentro y de 59 m de altura sobre el nivel medio del mar en la zona. En días de fuerte temporal el oleaje puede superar en veinte metros el islote, esto es, llegar a los 80 m de altura sobre el nivel habitual del mar.

## Accesos
Se accede al cabo por la A-1 desde La Coruña a Vimianzo y tomar el desvío por la AC-432 hasta Camariñas. Una carretera desde el puerto de Camariñas lleva al faro. Otra ruta costera, desde Arou y Camelle, es una pista de tierra que discurre por parajes agrestes en los que no sería raro encontrar restos de algún naufragio.